# Josep Bou i Vila
Josep Bou i Vila   (Vic, 2 de febrer de 1955) és un empresari i polític català, que exerceix de regidor de l'Ajuntament de Barcelona pel Partit Popular des de 2019.

## Trajectòria

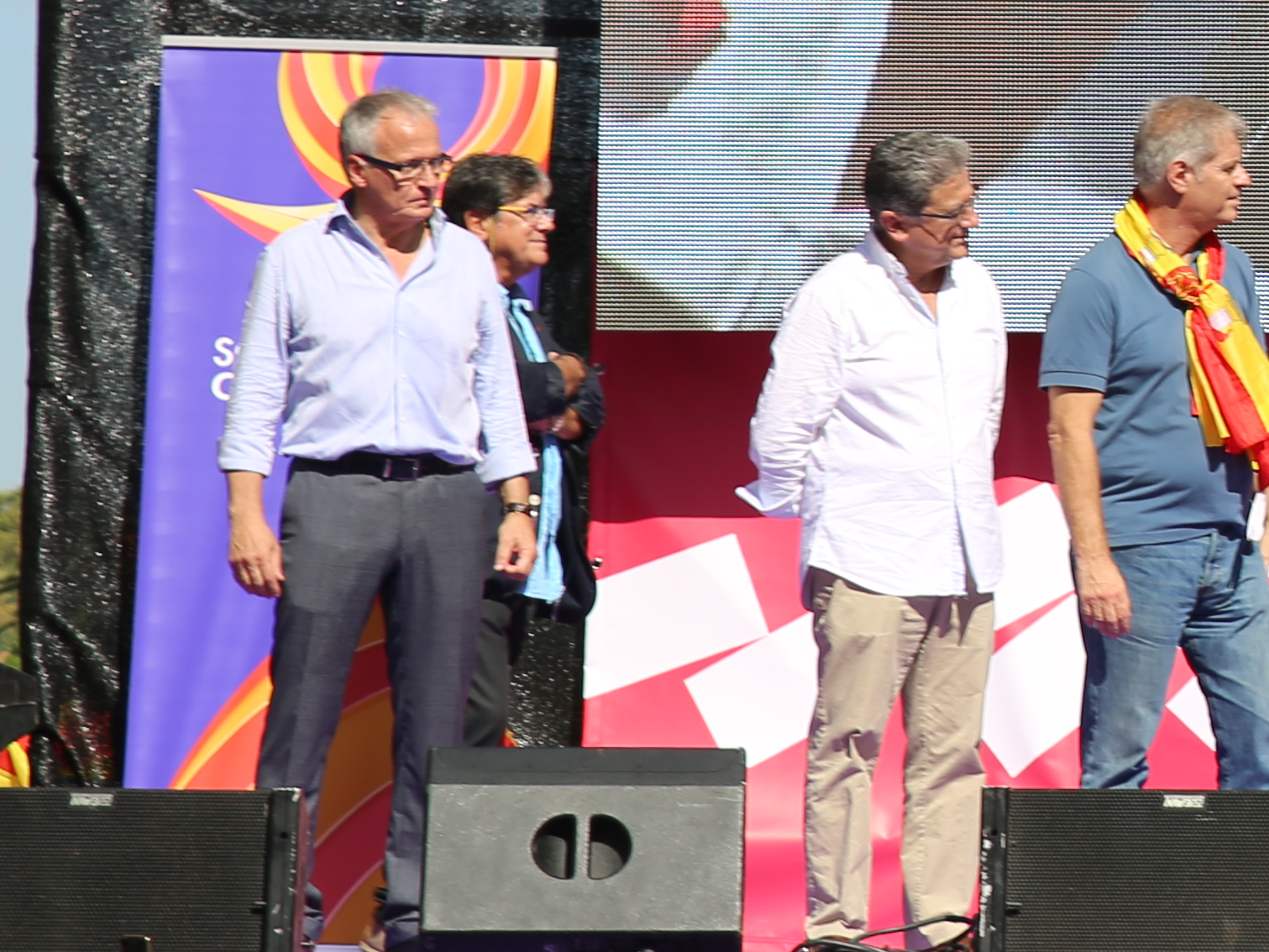
Al costat d'Enric Millo i Alberto Fernández Díaz, durant la manifestació «Prou! Recuperem el seny» el 8 d'octubre de 2017.

Nascut el 2 de febrer de 1955 a l'Hospital de la Santa Creu de Vic, és l'administrador de l'empresa la cadena de fleques Jaime Bou SA, empresa familiar fundada pel seu pare i el seu oncle. L'empresa té tretze fleques, vuit de les quals a Barcelona. També gestiona una promotora immobiliària.
Entre el febrer de 2015 i el desembre de 2018 va ser el president de l'associació Empresaris de Catalunya, contrària a la independència de Catalunya. Ha tingut un paper destacat en algunes manifestacions convocades per Societat Civil Catalana (SCC) i altres actes organitzats per l'organització d'extrema dreta Somatemps.
El desembre de 2018 va ser presentat com a candidat del Partit Popular (PP) a l'alcaldia de Barcelona per les eleccions municipals de maig de 2019, amb un discurs que es va fer viral pels seus crits i els seus cognoms. Poc després de l'anunci es va publicar que Bou havia militat al partit polític d'extrema dreta Fuerza Nueva al final dels setanta, fet que ha negat diverses vegades. El maig de 2019 Tot Barcelona va publicar la seva sol·licitud d'afiliació a Fuerza Nueva. En diversos discursos ha mencionat la frase «Espanya és irrevocable», originària de José Antonio Primo de Rivera.

### Regidor a Barcelona
Amb un nombre de vots a les eleccions municipals de 2019 a Barcelona en el límit de la barrera electoral del 5%, els 2 regidors de la llista del PP encapçalada per Bou van ser ratificats pel primer recompte efectuat per la junta electoral. Durant la corporació municipal 2019-2023 va exercir com a president del grup municipal del PP, adscrit al districte de Nou Barris i també com a vocal a les comissions municipals de Presidència, Drets de ciutadania, Participació i Seguretat i prevenció. Més enllà d'anècdotes i imatges curioses, el seu pas pel consistori no va ser decisiu en cap votació del mandat, tot i haver donat suport a la modificació del pressupost municipal de 2020, després de la primera onada de la pandèmia de COVID-19, i haver-se abstingut en els comptes de 2021. Una de les primeres accions sorprenents que va realitzar va ser el trencament de la disciplina de partit amb relació a la no participació a l'ofrena floral al monument a Rafael Casanova de Barcelona durant la celebració de la Diada Nacional de Catalunya de 2019. Bou es va presentar sol al momunent de la ronda de Sant Pere i, amb pas ferm en direcció a l'estàtua, va dipositar un plafó de flors blanques avillat amb una cinta amb les banderes de Catalunya i d'Espanya. En declaracions posteriors, va justificar l'acció per tal de defensar una personalitat il·lustre «segrestada pel nacionalisme» car es tractava d'un «españolazo».
A l'octubre de 2019 va sortir a la llum que Bou era l'administrador únic de l'empresa immobiliària Bahía Franc SL, la qual li generava un benefici anual de 34.000 euros bruts a l'any i tenia en lloguer a l'associació cannàbica Slam Dank, situada a l'avinguda de la Mare de Déu de Montserrat cantonada amb el passeig de Maragall de Barcelona. Paradoxalment, el PP va ser l'únic partit del Congrés dels Diputats que va votar en contra de la llei de regulació de l'activitat de clubs cannàbics i, juntament amb Convergència i Unió, els dos únics de l'Ajuntament de Barcelona que van votar en contra del pla especial urbanístic per regular aquestes entitats. En aquest sentit, el Tribunal Constitucional espanyol va tombar la llei de regulació de l'activitat de clubs cannàbics, gràcies a un recurs d'inconstitucionalitat presentat a l'octubre de 2017 pel govern espanyol del PP.
Més enllà de l'incident i la polèmica, les relacions dins del partit tampoc van ser profitoses, ja que pràcticament no es parlava amb l'altre regidor del PP Óscar Ramírez. De fet, setmanes abans, durant l'estiu, va realitzar la primera purga quan va destituir a dos assessors rellevants de l'aparell: Miguel Raposo, coordinador de districtes, president de la secció de Gràcia i cap de campanya a les eleccions de 2019, i Alfredo Bergua, vicesecretari de comunicació del partit local i assessor de seguretat, cultura i esports. Un any després, el 3 de març de 2020, una segona onada de destitucions va fer que prescindís dels serveis del cap de comunicació Joan Castelló, el qual un any i mig després, va ingressar com a militant de Barcelona pel Canvi i es va convertir en representant de la institució local com a conseller de les Corts. En substitució del càrrec de director de comunicació (dircom), i sense consensuar-ho amb l'altre regidor de PP, va escollir a Eduard Batlles, el qual en un compte personal de twitter tancat poc després, havia mostrat simpaties per l'independentisme català i crítiques iròniques als dirigents del partit conservador. Addicionalment, també va fitxar com a assessor polític al veneçolà Luis Barroso, que no formava part com a militant del partit.
Un altre punt de discòrdia interna es va donar quan, el 21 de gener de 2020, en una entrevista de Gemma Nierga a Ràdio 4, va manifestar que el fitxatge de Cayetana Álvarez de Toledo, com a diputada per la província de Barcelona i portaveu del grup popular al Congrés dels Diputats després de les eleccions generals espanyoles de novembre de 2019, va ser un «error» perquè «els catalans volen gent de casa». Així mateix, el març de 2021, la relació amb les bases del partit va seguir empitjorant després que destituís el conseller de Sarrià-Sant Gervasi Isaac Martín, el conseller de les Corts Xavi Cañigueral i l'assessor del grup municipal en matèria d'urbanisme Eduardo Bolaños, fins al punt que en van demanar la seva dimissió. En el comunicat de rebuig a Bou també el van signar els líders populars dels districtes de Ciutat Vella, l'Eixample, les Corts, Sant Martí, Gràcia, Sarrià-Sant Gervasi i Sant Andreu. Un dels arguments emprats en l'escrit va ser que el seu comportament anava «en contra l'ideari del partit» després que el 2020 fos condemnat a pagar una multa per haver maltractat físicament un home en una processó. Tanmateix, el juliol de 2021, va seguir mantenint la mateixa línia i va demanar que es presentessin dimissions després dels mals resultats a les eleccions al Parlament de Catalunya de 2021, quan la formació va obtenir el pitjor resultat històric a Catalunya passant de 4 a 3 diputats.
El 19 de juliol de 2022 va comunicar públicament que no repetiria com a candidat del PP a Barcelona per a les eleccions municipals de 2023, després de no sentir-se recolzat dins del partit. Ell mateix ja va anunciar, dos mesos abans, en una entrevista a Ràdio 4 i La2, que només repetiria si el PP li feia més costat.

### Crema del cotxe
El 30 d'abril de 2022 es va desplaçar a una trobada amb militants i simpatitzants del PP del districte barceloní d'Horta-Guinardó quan, cap a les 11 hores, el seu cotxe es va incendiar quan estava aparcat a la plaça de Salvador Allende amb el carrer del Santuari, al costat del Centre Cívic del Carmel. Per a assistir a l'incident agents de la Guàrdia Urbana i membres del cos de Bombers de Barcelona s'hi van desplaçar i van poder apagar el foc. Si bé, pocs abans de la deflagració, una patrulla va advertir al xofer que l'automòbil perdia líquid i treia molt de fum, Bou va denunciar ràpidament a la xarxa social de twitter que li acabaven de cremar el cotxe i que res l'aturaria. Els primers indicis de la Guàrdia Urbana, així com l'informe dels Mossos d'Esquadra i la policia científica redactat l'endemà, van concloure que la calcinada es va originar per una avaria mecànica fortuïta. Un dia després, el 2 de maig, Bou va emetre un comunicat anunciant que es negava a admetre que el seu cotxe s'hagués cremat per una avaria del motor, que posaria els fets en coneixement de la fiscalia i que volia consultar l'informe policial perquè no se'l creia.
Dos mesos després, durant la primera setmana de juliol, la unitat d'informació del cos de Mossos d'Esquadra va lliurar un informe al Jutjat d’instrucció número 3 de Barcelona, en el qual es descartava de nou cap mena d'intencionalitat i apuntava a una avaria elèctrica dels fusibles del cotxe com a principal causa de la crema, en una inspecció més detallada de la policia científica amb la inclusió de la declaració de Bou i el peritatge dels mecànics del taller.